# Morne à Craie
Le morne à Craie est une des principales hauteurs de l'île de Terre-de-Haut, dans l'archipel des Saintes, une dépendance administrative du département de la Guadeloupe, aux Antilles françaises. Situé dans le centre de l'île, entre l'anse de Figuier et l'anse Rodrigue, ce morne culmine à 147 m d'altitude.

## Protection

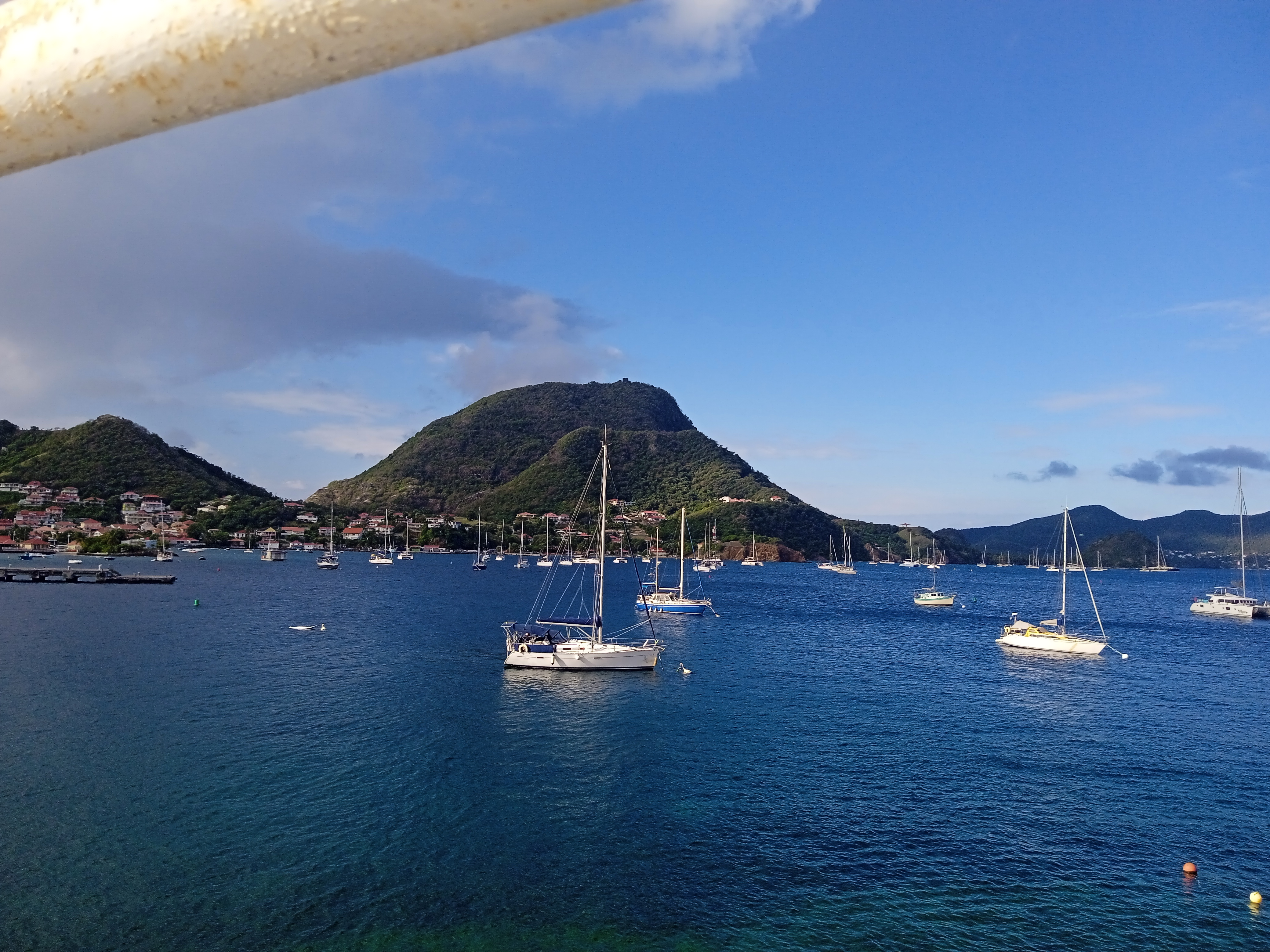
Le morne à Craie vu de Terre-de-Haut.

Le versant sud du Morne à Craie est classé zone naturelle d'intérêt écologique, faunistique et floristique, et a été acquis en  2003 par le Conservatoire du littoral, avec la plage de l'Anse du Figuier.